# Codici aeroportuali IATA - B

## BA-BD
- BAA Aeroporto civile, Bialla, Papua Nuova Guinea
- BAB Base aerea Beale, Marysville/Beale, California, Stati Uniti d'America
- BAC Aeroporto civile, Barranca de Upía, Colombia
- BAD Base aerea Barksdale, Bossier City, Louisiana, Stati Uniti d'America
- BAE Aeroporto Saint-Pons, Barcelonnette, Francia
- BAG Aeroporto civile, Baguio Nueva Viscaya, Filippine
- BAH Aeroporto Internazionale del Bahrein, Murraq, Bahrein
- BAI Aeroporto civile, Buenos Aires, Costa Rica
- BAJ Aeroporto civile, Bali, Papua Nuova Guinea
- BAK Aeroporto HEYDAR ALIYEV/BINA international, Baku, Azerbaigian (sito informativo)
- BAL Base aerea Batman, Batman, Turchia
- BAM Aeroporto civile, Battle Mountain, Nevada, Stati Uniti d'America
- BAN Aeroporto civile, Basongo, Repubblica Democratica del Congo
- BAO Aeroporto civile, Ban Mak Khaeng, Thailandia
- BAP Aeroporto civile, Baibara, Papua Nuova Guinea
- BAQ Aeroporto di Barranquilla-Ernesto Cortissoz, Barranquilla, Colombia
- BAS Aeroporto civile, Balalae, Isole Salomone
- BAT Aeroporto civile, Barretos, Brasile
- BAU Aeroporto civile, Bauru, Brasile
- BAV Aeroporto civile, Baotou, Cina
- BAW Aeroporto civile, Biawonque, Gabon
- BAX Aeroporto di Barnaul, Russia
- BAY Aeroporto di Baia Mare, Baia Mare, Romania
- BAZ Aeroporto civile, Barcelos, Brasile
- BBA Aeroporto civile, Balmaceda, Cile
- BBB Aeroporto municipale, Benson, Minnesota, Stati Uniti d'America
- BBC Aeroporto civile, Bay City, Texas, Stati Uniti d'America
- BBD Aeroporto civile, Brady, Texas, Stati Uniti d'America
- BBE Aeroporto civile, Big Bell, Australia
- BBF Aeroporto civile, Burlington, Wisconsin, Stati Uniti d'America
- BBG Aeroporto civile, Butaritari, Kiribati
- BBH Aeroporto civile, Barth, Germania
- BBI Aeroporto civile, Bhubaneshwar, India
- BBK Aeroporto di Kasane, Kasane, Botswana
- BBL Aeroporto civile, Babol Sar, Iran
- BBM Aeroporto civile, Battambang, Cambogia
- BBN Aeroporto civile, Bario, Malaysia
- BBO Aeroporto di Berbera, Somalia
- BBP Aeroporto civile, Bembridge, Regno Unito
- BBQ Aeroporto civile, Barbuda, Antigua e Barbuda
- BBR Aeroporto civile, Basse Terre, Guadalupa
- BBS Aeroporto civile, Blackbushe, Regno Unito
- BBT Aeroporto di Berbérati, Berbérati, Repubblica Centrafricana
- BBU Aeroporto Internazionale Aurel Vlaicu, Bucarest/Imh, Romania
- BBV Aeroporto civile, Bereby, Costa d'Avorio
- BBV Aeroporto Nero-Mer, Grand Bereby, Costa d'Avorio
- BBW Aeroporto municipale, Broken Bow, Nebraska, Stati Uniti d'America
- BBX Aeroporto civile, Wings Field, Blue Bell, Pennsylvania, Stati Uniti d'America
- BBY Aeroporto civile, Bambari, Repubblica Centrafricana
- BBZ Aeroporto civile, Zambesi, Zambia
- BCA Aeroporto Oriente, Baracoa, Cuba
- BCB Aeroporto civile, Virginia Tech, Blacksburg, Virginia, Stati Uniti d'America
- BCC Aeroporto civile, Bear Creek, Alaska, Stati Uniti d'America
- BCD Aeroporto civile, Aeroporto di Bacolod-Silay, Silay, Filippine
- BCE Aeroporto civile, Bryce, Utah, Stati Uniti d'America
- BCF Aeroporto civile, Bouca, Repubblica Centrafricana
- BCG Aeroporto civile, Bemichi, Guyana
- BCH Aeroporto civile, Baucau, Timor
- BCI Aeroporto civile, Barcaldine (Queensland), Australia
- BCJ Aeroporto civile, Crestone, Colorado, Stati Uniti d'America
- BCK Aeroporto civile, Bolwarra, Australia
- BCL Aeroporto civile, Barra Del Colorado, Costa Rica
- BCM Aeroporto di Bacău, Bacău, Romania
- BCN Aeroporto di Barcellona-El Prat, Barcellona, Spagna
- BCO Aeroporto civile, Jinka, Etiopia
- BCO Aeroporto Jinka, Bako, Etiopia
- BCR Aeroporto civile, Boca Do Acre, Brasile
- BCS Aeroporto civile, Belle Chasse, Louisiana, Stati Uniti d'America
- BCT Aeroporto di Boca Raton, Boca Raton, Florida, Stati Uniti d'America
- BCU Aeroporto civile, Bauchi, Nigeria
- BCX Aeroporto civile, Beloreck, Russia
- BCY Aeroporto civile, Bulchi, Etiopia
- BCZ Aeroporto civile, Bickerton Island, Australia
- BDA Aeroporto Internazionale L. F. Wade, Hamilton/Ferry Reach, Bermuda
- BDB Aeroporto civile, Bundaberg (Queensland), Australia
- BDC Aeroporto civile, Barra Do Corda, Brasile
- BDD Aeroporto civile, Badu Island, Australia
- BDF Aeroporto civile, Bradford/Rinkenberg, Illinois, Stati Uniti d'America
- BDG Aeroporto civile, Blanding, Utah, Stati Uniti d'America
- BDH Aeroporto civile, Bandar Lengeh, Iran
- BDI Aeroporto civile, Bird Island, Seychelles
- BDJ Aeroporto Syamsudin Noor, Banjarmasin, Indonesia
- BDK Aeroporto Soko, Bondoukou, Costa d'Avorio
- BDL Aeroporto Internazionale Bradley, Windsor Locks/Hartford/Springfield, Connecticut, Stati Uniti d'America
- BDM Base aerea di Bandirma, Bandırma, Turchia
- BDN Aeroporto civile, Badin Talhar, Pakistan
- BDO Aeroporto Husein Sastranegara, Bandung, Indonesia
- BDP Aeroporto civile, Bhadrapur, Nepal
- BDQ Aeroporto civile, Vadodara, India
- BDR Aeroporto Igor I. Sikorsky Memorial, Bridgeport, Connecticut, Stati Uniti d'America
- BDS Aeroporto di Brindisi-Casale Brindisi, Italia
- BDT Aeroporto civile, Gbadolite, Repubblica Democratica del Congo
- BDU Aeroporto civile, Bardufoss, Norvegia
- BDV Aeroporto civile, Moba, Repubblica Democratica del Congo
- BDW Aeroporto civile, Bedford Downs, Australia
- BDX Aeroporto civile, Broadus, Montana, Stati Uniti d'America
- BDY Aeroporto civile, Bandon State, Bandon, Oregon, Stati Uniti d'America
- BDZ Aeroporto civile, Baindoung, Papua Nuova Guinea

## BE-BF
- BEA Aeroporto civile, Bereina, Papua Nuova Guinea
- BEB Aeroporto Balivanich, Benbecula, Regno Unito
- BEC Aeroporto civile, Wichita, Kansas, Stati Uniti d'America
- BED Aeroporto Bedford Laurence G. Hanscom Field, Bedford, Massachusetts, Stati Uniti d'America
- BEE Aeroporto civile, Beagle Bay, Australia
- BEF Aeroporto civile, Bluefields, Nicaragua
- BEG Aeroporto di Belgrado-Nikola Tesla, Belgrado, Serbia
- BEH Aeroporto regionale Ross Field - Southwest Michigan, Benton Harbor, Michigan, Stati Uniti d'America
- BEI Aeroporto civile, Beica, Etiopia
- BEJ Aeroporto civile, Berau, Indonesia
- BEK Aeroporto civile, Rae Bareli, India
- BEL Aeroporto Val De Cans, Belém, Brasile
- BEM Aeroporto civile, Bossembélé, Repubblica Centrafricana
- BEN Aeroporto Internazionale di Bengasi-Benina, Bengasi, Libia
- BEO Aeroporto Belmont, Newcastle (Nuovo Galles del Sud), Australia
- BEP Aeroporto civile, Bellary, India
- BEQ Aeroporto civile, Bury St. Edmunds Honington, Regno Unito
- BER Aeroporto civile, Berlino-Brandeburgo, Germania
- BES Aeroporto Guipavas, Brest, Francia
- BET Aeroporto civile, Bethel, Alaska, Stati Uniti d'America
- BET Aeroporto municipale, Bethel, Alaska, Stati Uniti d'America
- BEU Aeroporto civile, Bedourie (Queensland), Australia
- BEV Aeroporto Teyman, Beer-Sheva, Israele
- BEW Aeroporto civile, Beira, Mozambico
- BEY Aeroporto Internazionale di Beirut-Rafic Hariri, Beirut, Libano
- BEZ Aeroporto civile, Beru, Kiribati
- BFB Aeroporto civile, Blue Fox Bay, Arkansas, Stati Uniti d'America
- BFC Aeroporto civile, Bloomfield, Australia
- BFD Aeroporto regionale Bradford, Bradford, Pennsylvania, Stati Uniti d'America
- BFE Aeroporto Windelsbleiche, Bielefeld, Germania
- BFF Aeroporto William B Heiling Field, Scottsbluff, Nebraska, Stati Uniti d'America
- BFG Aeroporto civile, Bullfrog Marina, Utah, Stati Uniti d'America
- BFI Aeroporto Boeing Field-King County, Seattle, Washington, Stati Uniti d'America
- BFJ Aeroporto civile, Ba, Figi
- BFK Aeroporto civile, Denver, Colorado, Stati Uniti d'America
- BFL Aeroporto Meadows Field, Bakersfield, California, Stati Uniti d'America
- BFM Aeroporto Mobile Downtown, Mobile, Alabama, Stati Uniti d'America
- BFN Aeroporto J. B. M. Hertzog, Bloemfontein, Sudafrica
- BFO Aeroporto Buffalo Range, Chiredzi, Zimbabwe
- BFP Aeroporto civile, Beaver Falls, Pennsylvania, Stati Uniti d'America
- BFR Aeroporto civile, Bedford, Indiana, Stati Uniti d'America
- BFS Aeroporto di Belfast-Aldergrove, Belfast, Regno Unito
- BFT Aeroporto civile, Beaufort, Carolina del Sud, Stati Uniti d'America
- BFX Aeroporto civile, Bafoussam, Camerun

## BG-BI
- BGA Aeroporto Palo Negro, Bucaramanga, Colombia
- BGB Aeroporto di Booué, Booué, Gabon
- BGC Aeroporto civile, Bragança, Portogallo
- BGD Aeroporto Hutchinson County, Borger, Texas, Stati Uniti d'America
- BGE Aeroporto civile, Bainbridge, Georgia, Stati Uniti d'America
- BGF Aeroporto di Bangui-M'Poko, Bangui, Repubblica Centrafricana
- BGG Aeroporto civile, Bongouanou, Costa d'Avorio
- BGH Aeroporto civile, Boghe Abbaye, Mauritania
- BGI Aeroporto di Bridgetown - Grantley Adams, Bridgetown, Barbados
- BGJ Aeroporto civile, Borgarfjordur Eystri, Islanda
- BGK Aeroporto civile, Big Creek, Belize
- BGL Aeroporto civile, Baglung, Nepal
- BGM Aeroporto regionale Edwin Alink Field-Binghamton, Binghamton/Endicott/Johnson City, New York, Stati Uniti d'America
- BGN Base aerea di Brueggen, Germania
- BGO Aeroporto di Bergen-Flesland, Bergen, Norvegia
- BGP Aeroporto civile, Bongo, Gabon
- BGQ Aeroporto civile, Big Lake, Alaska, Stati Uniti d'America
- BGR Aeroporto Internazionale di Bangor, Bangor, Maine, Stati Uniti d'America
- BGS Aeroporto civile, Big Spring, Texas, Stati Uniti d'America
- BGT Aeroporto civile, Bagdad, Arizona, Stati Uniti d'America
- BGU Aeroporto civile, Bangassou, Repubblica Centrafricana
- BGV Aeroclub Bento Goncalves, Brasile
- BGW Aeroporto militare, Baghdad Al Muthana, Iraq
- BGX Aeroporto civile, Bagé, Brasile
- BGY Aeroporto internazionale Caravaggio di Orio al Serio, Orio al Serio, Italia
- BGZ Aeroporto civile, Braga, Portogallo
- BHA Aeroporto civile, Bahia de Caraquez, Ecuador
- BHB Aeroporto civile, Bar Harbor, Maine, Stati Uniti d'America
- BHD Aeroporto di Belfast-Città, Belfast, Regno Unito
- BHE Aeroporto Woodbourne, Blenheim, Nuova Zelanda
- BHF Aeroporto civile, Bahia Cupica, Colombia
- BHG Aeroporto civile, Brus Laguna, Honduras
- BHH Aeroporto civile, Bisha, Arabia Saudita
- BHI Aeroporto Comandante Espora, Bahía Blanca, Argentina
- BHJ Aeroporto civile, Bhuj-Rudramata, India
- BHK Aeroporto civile, Bukhara, Uzbekistan
- BHL Aeroporto civile, Bahia de Los Angeles, Messico
- BHM Aeroporto Internazionale di Birmingham-Shuttlesworth, Birmingham, Alabama, Stati Uniti d'America
- BHN Aeroporto civile, Beihan, Yemen
- BHO Aeroporto Bairagarh, Bhopal, India
- BHP Aeroporto civile, Bhojpur, Nepal
- BHQ Aeroporto civile, Broken Hill Patton Street (Nuova Galles del Sud), Australia
- BHR Aeroporto civile, Bharatpur, Nepal
- BHS Aeroporto Raglan, Bathurst (Nuova Galles del Sud), Australia
- BHT Aeroporto civile, Brighton Downs, Australia
- BHU Aeroporto civile, Bhavnagar, India
- BHV Aeroporto civile, Bahawalpur, Pakistan
- BHW Aeroporto civile, Sargodha Bhagatanwala Apt, Pakistan
- BHX Aeroporto internazionale di Birmingham, Birmingham, Regno Unito
- BHY Aeroporto civile, Beihai, Cina
- BHZ Aeroporto internazionale Confins, Belo Horizonte, Brasile
- BIA Aeroporto di Bastia Poretta, Bastia, Francia
- BIB Aeroporto civile, Baidoa, Somalia
- BIC Aeroporto civile, Big Creek, Idaho, Stati Uniti d'America
- BID Automatic Weather Observing/Reporting System, Block Island, Rhode Island, Stati Uniti d'America
- BIE Aeroporto municipale, Beatrice, Nebraska, Stati Uniti d'America
- BIF Aeroporto Biggs Aaf, Fort Bliss, Texas, Stati Uniti d'America
- BIG Aeroporto civile, Big Delta, Alaska, Stati Uniti d'America
- BIH Aeroporto civile, Bishop, California, Stati Uniti d'America
- BII Aeroporto civile, Atollo di Bikini, Isole Marshall
- BIJ Aeroporto civile, Biliau, Papua Nuova Guinea
- BIK Aeroporto Frans Kaisiepo-Mokmer, Biak, Indonesia
- BIL Aeroporto Internazionale di Billings-Logan, Billings, Montana, Stati Uniti d'America
- BIM Aeroporto internazionale, Bimini Island, Bahamas
- BIM Aeroporto civile, Bamyan, Afghanistan
- BIN Aeroporto civile, Baghlan, Afghanistan
- BIO Aeroporto di Bilbao, Loiu, Bilbao, Spagna
- BIP Aeroporto civile, Bulimba, Australia
- BIQ Aeroporto di Biarritz Bayonne Anglet, Biarritz Parme, Francia
- BIR Aeroporto civile, Biratnagar, Nepal
- BIS Aeroporto municipale Mannan, Bismarck, Dakota del Nord, Stati Uniti d'America
- BIT Aeroporto civile, Baitadi, Nepal
- BIU Aeroporto civile, Bildudalur, Islanda
- BIV Aeroporto civile, Bria, Repubblica Centrafricana
- BIW Aeroporto civile, Billiluna, Australia
- BIY Aeroporto Ciskei Homeland, Bhisho, Sudafrica
- BIZ Aeroporto civile, Bimin, Papua Nuova Guinea

## BJ-BM
- BJA Aeroporto di Béjaïa-Soummam, Béjaïa, Algeria (sito informativo)
- BJC Aeroporto civile, Broomfield/Jeffco, Colorado, Stati Uniti d'America
- BJD Aeroporto civile, Bakkafjordur, Islanda
- BJF Aeroporto di Båtsfjord, Båtsfjord, Norvegia
- BJH Aeroporto civile, Bajhang, Nepal
- BJI Aeroporto municipale, Bemidji, Minnesota, Stati Uniti d'America
- BJJ Aeroporto Wayne County, Wooster, Ohio, Stati Uniti d'America
- BJK Aeroporto civile, Benjina, Indonesia
- BJL Aeroporto di Banjul-Yundum, Banjul, Gambia
- BJM Aeroporto internazionale, Bujumbura, Burundi(sito informativo)
- BJN Aeroporto civile, Bajone, Mozambico
- BJO Aeroporto civile, Bermejo, Bolivia
- BJR Aeroporto civile, Bahar Dar, Etiopia
- BJS qualsiasi aeroporto di Pechino, Cina
- BJU Aeroporto civile, Bajura, Nepal
- BJV Aeroporto civile, Bodrum, Turchia
- BJW Aeroporto civile, Bajawa, Indonesia
- BJX Aeroporto Del Bajio, León/Guanajuato, Messico
- BJY Aeroporto civile, Belgrado/Batajnica, Serbia
- BJZ Aeroporto civile, Badajoz/Talavera La Real, Spagna
- BKA Aeroporto Bykovo, Mosca, Russia
- BKB Aeroporto civile, Bikaner, India
- BKC Aeroporto civile, Buckland, Alaska, Stati Uniti d'America
- BKD Aeroporto civile, Breckenridge, Texas, Stati Uniti d'America
- BKE Aeroporto municipale, Baker City, Oregon, Stati Uniti d'America
- BKF Aeroporto civile, Brooks Lake, Minnesota, Stati Uniti d'America
- BKH Pacific Missile Test Facility Barking Sands, Kekaha, Hawaii, Stati Uniti d'America
- BKI Aeroporto civile, Kota Kinabalu, Malaysia
- BKJ Aeroporto Baralande, Boké, Guinea
- BKK Aeroporto internazionale Suvarnaboumi, Bangkok, Thailandia (Sito Informativo)
- BKL Aeroporto Burke Lakefront, Cleveland, Ohio, Stati Uniti d'America
- BKM Aeroporto civile, Bakalalan, Malaysia
- BKN Aeroporto civile, Birni-N'konni, Niger
- BKO Aeroporto Modibo Keïta-Sénou, Bamako, Mali
- BKP Aeroporto civile, Barkly Downs, Australia
- BKQ Aeroporto civile, Blackall (Queensland), Australia
- BKR Aeroporto civile, Bokoro, Ciad
- BKS Aeroporto Padangkemiling, Bengkulu, Indonesia
- BKT Aeroporto civile, Fort Pickett/Blackstone, Virginia, Stati Uniti d'America
- BKU Aeroporto civile, Betioky, Madagascar
- BKW Aeroporto Raleigh County Memorial, Beckley, Virginia Occidentale, Stati Uniti d'America
- BKX Automatic Weather Observing/Reporting System, Brookings, Dakota del Sud, Stati Uniti d'America
- BKY Aeroporto civile, Bukavu, Repubblica Democratica del Congo
- BKZ Aeroporto civile, Bukoba, Tanzania
- BLA Aeroporto General Jose A. Anzoategui, Barcelona, Venezuela
- BLB Base aerea Albrook, Balboa, Panama
- BLC Aeroporto civile, Bali, Camerun
- BLE Aeroporto Dala, Borlänge, Svezia
- BLF Aeroporto Mercer County, Bluefield, Virginia Occidentale, Stati Uniti d'America
- BLG Aeroporto civile, Belaga, Malaysia
- BLH Aeroporto civile, Blythe, California, Stati Uniti d'America
- BLI Aeroporto internazionale di Bellingham, Bellingham, Washington, Stati Uniti d'America
- BLJ Aeroporto civile, Batna, Algeria
- BLK Aeroporto Squire's Gate, Blackpool, Regno Unito
- BLL Aeroporto civile, Billund, Danimarca
- BLM Aeroporto civile, Belmar/Farmingdale, New Jersey, Stati Uniti d'America
- BLN Aeroporto civile, Benalla, Australia
- BLO Aeroporto civile, Blonduos Hjaltabakki, Islanda
- BLP Aeroporto civile, Bellavista, Perù
- BLQ Aeroporto Guglielmo Marconi di Bologna, Italia
- BLR Aeroporto Internazionale di Bangalore, Bangalore, India
- BLS Aeroporto civile, Bollon, Australia
- BLT Aeroporto civile, Blackwater (Queensland), Australia
- BLW Aeroporto civile, Waimanalo Bellows, Stati Uniti d'America
- BLX Aeroporto di Belluno, Italia
- BLY Aeroporto civile, Béal an Mhuirthead, Irlanda
- BLZ Aeroporto Chileka, Blantyre, Malawi
- BMA Aeroporto Bromma, Stoccolma, Svezia
- BMB Aeroporto civile, Bumba, Repubblica Democratica del Congo
- BMC Aeroporto civile, Brigham City, Utah, Stati Uniti d'America
- BMD Aeroporto civile, Belo sur Tsiribihina, Madagascar
- BME Aeroporto di Broome, Broome, Australia
- BME Aeroporto civile, Broome, Australia
- BMF Aeroporto civile, Bakouma, Repubblica Centrafricana
- BMG Aeroporto Monroe County, Bloomington, Indiana, Stati Uniti d'America
- BMH Aeroporto civile, Bomai, Papua Nuova Guinea
- BMI Aeroporto Normal, Bloomington/Normal, Illinois, Stati Uniti d'America
- BMJ Aeroporto civile, Baramita, Guyana
- BMK Aeroporto civile, Borkum, Germania
- BML Aeroporto Municipal, Berlin, New Hampshire, Stati Uniti d'America
- BMM Aeroporto civile, Bitam, Gabon
- BMN Aeroporto civile, Bamerny, Iraq
- BMO Aeroporto civile, Bhamo, Birmania
- BMP Aeroporto civile, Brampton Island (Queensland), Australia
- BMQ Aeroporto civile, Bamburi, Kenya
- BMR Aeroporto civile, Baltrum, Germania
- BMS Aeroporto civile, Brumado, Brasile
- BMT Aeroporto civile, Beaumont, California, Stati Uniti d'America
- BMU Aeroporto civile, Bima, Indonesia
- BMV Aeroporto civile, Buôn Ma Thuột, Vietnam
- BMW Aeroporto civile, Bordj Badji Mokhtar, Algeria
- BMX Aeroporto Big Mountain, Big Mountain, Alaska, Stati Uniti d'America
- BMY Aeroporto civile, Belep Island, Nuova Caledonia
- BMZ Aeroporto civile, Bamu, Papua Nuova Guinea

## BN-BP
- BNA Aeroporto Internazionale di Nashville, Tennessee, Stati Uniti d'America
- BNB Aeroporto civile, Boende, Repubblica Democratica del Congo
- BNC Aeroporto Mavivi, Beni, Repubblica Democratica del Congo
- BND Aeroporto Bandar Abbas international, Bandar Abbas, Iran
- BNE Aeroporto Brisbane international, Brisbane, Australia
- BNF Aeroporto civile, Baranof, Alaska, Stati Uniti d'America
- BNG Aeroporto civile, Banning, California, Stati Uniti d'America
- BNH Aeroporto civile, Hartford, Connecticut, Stati Uniti d'America
- BNI Aeroporto di Benin, Benin City, Nigeria
- BNJ Aeroporto Bonn-Hangelar, Sankt Augustin, Germania
- BNK Aeroporto civile, Ballina, Australia
- BNL Aeroporto civile, Contea di Barnwell, Carolina del Sud, Stati Uniti d'America
- BNM Aeroporto civile, Bodinumu, Papua Nuova Guinea
- BNN Aeroporto di Brønnøysund, Brønnøysund, Norvegia
- BNO Aeroporto Burns Municipal, Burns, Oregon, Stati Uniti d'America
- BNP Aeroporto civile, Bannu, Pakistan
- BNQ Aeroporto civile, Baganga, Filippine
- BNR Aeroporto civile, Banfora, Burkina Faso
- BNS Aeroporto civile, Barinas, Venezuela
- BNT Aeroporto civile, Bundi, Papua Nuova Guinea
- BNU Aeroporto civile, Blumenau (SC), Brasile
- BNV Aeroporto civile, Boana, Papua Nuova Guinea
- BNW Aeroporto Municipal, Boone, Iowa, Stati Uniti d'America
- BNX Aeroporto civile, Banja Luka, Bosnia ed Erzegovina
- BNY Aeroporto civile, Bellona, Isole Salomone
- BNZ Aeroporto civile, Banz, Papua Nuova Guinea
- BOA Aeroporto civile, Boma, Repubblica Democratica del Congo
- BOB Aeroporto civile, Bora Bora, Polinesia Francese
- BOC Aeroporto Bocas Del Toro international, Bocas Del Toro, Panama
- BOD Aeroporto Mérignac, Bordeaux, Francia
- BOE Aeroporto civile, Boundji, Congo
- BOF Aeroporto Bolling Air Force Base, Washington/Bolling Air Force Base, Stati Uniti d'America
- BOG Aeroporto ELDORADO international, Bogotà, Colombia
- BOH Aeroporto Hurn international, Bournemouth, Regno Unito
- BOI Boise Airport, Boise, Idaho, Stati Uniti d'America
- BOJ Aeroporto di Burgas, Burgas, Bulgaria
- BOK Aeroporto civile, Brookings, Oregon, Stati Uniti d'America
- BOM Aeroporto SAHAR international/Chatrapati Shivaji, Mumbai, India
- BON Aeroporto Flamingo, Bonaire/Kralendijk, Regno dei Paesi Bassi
- BOO Aeroporto di Bodø, Bodø, Norvegia
- BOP Aeroporto civile, Bouar, Repubblica Centrafricana
- BOQ Aeroporto civile, Boku, Papua Nuova Guinea
- BOR Aeroporto Fontaine, Belfort, Francia
- BOS Aeroporto Internazionale Generale Edward Lawrence Logan, Boston, Massachusetts, Stati Uniti d'America
- BOU Aeroporto civile, Bourges, Francia
- BOV Aeroporto civile, Boang, Papua Nuova Guinea
- BOW Aeroporto Municipal, Bartow, Florida, Stati Uniti d'America
- BOX Aeroporto civile, Borroloola (Northern Territory), Australia
- BOY Aeroporto civile, Bobo-Dioulasso, Burkina Faso
- BOZ Aeroporto civile, Bozoum, Repubblica Centrafricana
- BPA Aeroporto civile, Bethpage, New York, Stati Uniti d'America
- BPB Aeroporto civile, Boridi, Papua Nuova Guinea
- BPC Aeroporto Bali, Bamenda, Camerun
- BPD Aeroporto civile, Bapi, Papua Nuova Guinea
- BPF Aeroporto civile, Batuna, Isole Salomone
- BPG Aeroporto civile, Barra Do Garcas (MT), Brasile
- BPH Aeroporto di Bislig, Bislig, Filippine
- BPI Aeroporto Big Piney-Marbleton, Big Piney, Wyoming, Stati Uniti d'America
- BPN Aeroporto Sepinggan, Balikpapan, Indonesia
- BPS Aeroporto civile, Porto Seguro (Buenos Aires), Brasile
- BPT Aeroporto Jefferson County, Beaumont/Port Arthur, Texas, Stati Uniti d'America
- BPU Aeroporto civile, Beppu, Giappone
- BPX Aeroporto di Qamdo Bamda, Cina
- BPY Aeroporto civile, Besalampy, Madagascar

## BQ-BT
- BQA Aeroporto civile, Baler Benguet, Filippine
- BQE Aeroporto civile, Bubaque, Guinea-Bissau
- BQH Aeroporto civile, Biggin Hill, Regno Unito
- BQK Aeroporto GLYNCO JETPORT, Brunswick/Golden Isles (Georgia), Stati Uniti d'America
- BQL Aeroporto civile, Boulia (Queensland), Australia
- BQN Aeroporto di Aguadilla-Borinquen, Aguadilla, Porto Rico
- BQO Aeroporto Tehini, Bouna, Costa d'Avorio
- BQQ Aeroporto civile, Barra, Brasile
- BQS Aeroporto di Blagoveščensk-Ignat'evo, Oblast' dell'Amur, Russia
- BQT Aeroporto civile, Brėst, Bielorussia
- BQU Aeroporto civile, Port Elizabeth, Saint Vincent e Grenadine
- BQV Aeroporto civile, Bartlett Cove, Stati Uniti d'America
- BQW Aeroporto civile, Balgo Hills, Australia
- BRA Aeroporto civile, Barreiras (Buenos Aires), Brasile
- BRB Aeroporto civile, Barreirinhas, Brasile
- BRC Aeroporto Internazionale di San Carlos de Bariloche, Argentina
- BRD Aeroporto civile, Brainerd, Minnesota, Stati Uniti d'America
- BRE Aeroporto di Brema, Brema, Germania
- BRG Aeroporto civile, Whitesburg Municipal, Stati Uniti d'America
- BRH Aeroporto civile, Brahman, Papua Nuova Guinea
- BRI Aeroporto di Bari-Palese, Bari, Italia
- BRJ Aeroporto civile, Bright, Australia
- BRK Aeroporto civile, Bourke (Nuova Galles del Sud), Australia
- BRL Aeroporto Burlington Regional, Burlington (Iowa), Stati Uniti d'America
- BRM Aeroporto civile, Barquisimeto, Venezuela
- BRN Aeroporto Belp, Berna, Svizzera
- BRO Aeroporto Brownsville/South Padre Island international, Brownsville (Texas), Stati Uniti d'America
- BRP Aeroporto civile, Biaru, Papua Nuova Guinea
- BRQ Aeroporto TURANY, Brno, Repubblica Ceca
- BRR Aeroporto NORTH BAY, Barra/Hebrides Islands (beach), Regno Unito
- BRS Aeroporto Lulsgate international, Bristol, Regno Unito
- BRT Aeroporto civile, Bathurst Island (Northern Territory), Australia
- BRU Aeroporto ZAVENTEM NATIONAL, Bruxelles, Belgio
- BRV Aeroporto di Brașov-Ghimbav, Brașov, Romania (precedentemente assegnato all'aeroporto civile di Bremerhaven Am Luneort, Germania)
- BRW Aeroporto WBAS - Wiley Post-Will Rogers Memorial, Barrow (Alaska), Stati Uniti d'America
- BRX Aeroporto civile, Santa Cruz de Barahona, Repubblica Dominicana
- BRY Aeroporto civile, Bardstown Samuels Fd, Stati Uniti d'America
- BRZ Aeroporto civile, Borotou, Costa d'Avorio
- BSA Aeroporto civile, Bossaso/Bosaso, Somalia
- BSB Aeroporto di Brasilia-Presidente Juscelino Kubitschek, Brasilia (DF), Brasile
- BSC Aeroporto civile, Bahía Solano, Colombia
- BSD Aeroporto civile, Baoshan, Cina
- BSE Aeroporto civile, Sematan, Malaysia
- BSG Aeroporto civile, Bata, Guinea Equatoriale
- BSH Aeroporto civile, Brighton, Regno Unito
- BSI Aeroporto civile, Blairsville (Georgia), Stati Uniti d'America
- BSJ Aeroporto civile, Bairnsdale, Australia
- BSK Aeroporto (Mohamed Khider?), Biskra, Algeria (sito informativo)
- BSL Aeroporto civile, Basilea/Mulhouse/Friburgo, Svizzera
- BSM Aeroporto Austin-Bergstrom international, Bergstrom (Texas), Stati Uniti d'America
- BSN Aeroporto civile, Bossangoa, Repubblica Centrafricana
- BSO Aeroporto civile, Basco, Filippine
- BSP Aeroporto civile, Bensbach, Papua Nuova Guinea
- BSQ Aeroporto civile, Bisbee, Arizona, Stati Uniti d'America
- BSR Aeroporto Basrah international, Basrah, Iraq
- BSS Aeroporto civile, Balsas, Brasile
- BST Aeroporto di Bost, Bost, Afghanistan
- BSU Aeroporto civile, Basankusu, Repubblica Democratica del Congo
- BSV Aeroporto civile, Bosset, Papua Nuova Guinea
- BSW Aeroporto civile, Boswell Bay, Stati Uniti d'America
- BSX Aeroporto civile, Pathein, Birmania
- BSY Aeroporto civile, Bardera, Somalia
- BSZ Aeroporto civile, Bartletts Bistol Bay, Stati Uniti d'America
- BTA Aeroporto civile, Bertoua, Camerun
- BTB Aeroporto civile, Betou, Congo
- BTC Aeroporto civile, Batticaloa, Sri Lanka
- BTD Aeroporto civile, Brunette Downs, Australia
- BTE Aeroporto civile, Sherbro, Sierra Leone
- BTF Aeroporto civile, Bountiful Salt Lake, Stati Uniti d'America
- BTG Aeroporto civile, Batangafo, Repubblica Centrafricana
- BTH Aeroporto HANG NADIM, Batam (oag Indica Batu Besar), Indonesia
- BTI Aeroporto Barter Island LRRS, Barter Island (Alaska), Stati Uniti d'America
- BTJ Aeroporto BLANG BINTANG, Banda Aceh, Indonesia
- BTK Aeroporto civile, Bratsk, Russia
- BTL Aeroporto Kellogg, Battle Creek (Michigan), Stati Uniti d'America
- BTM Aeroporto Mooney, Butte (Montana), Stati Uniti d'America
- BTN Aeroporto civile, Bennettsville, Stati Uniti d'America
- BTO Aeroporto civile, Botopasie, Suriname
- BTP Aeroporto Automatic Weather Observing/Reporting System, Contea di Butler (Pennsylvania), Stati Uniti d'America
- BTQ Aeroporto civile, Butare, Ruanda
- BTR Aeroporto Baton Rouge Metropolitan, Ryan Field, Baton Rouge (Louisiana), Stati Uniti d'America
- BTS Aeroporto Milan Rastislav Štefánik, Bratislava, Slovacchia
- BTT Aeroporto Bettles, Bettles (Alaska), Stati Uniti d'America
- BTU Aeroporto civile, Bintulu (SARAW), Malaysia
- BTV Aeroporto Burlington international, Burlington (Vermont), Stati Uniti d'America
- BTW Aeroporto civile, Batu Licin, Indonesia
- BTX Aeroporto civile, Betoota, Australia
- BTZ Aeroporto civile, Bursa, Turchia

## BU-BZ
- BUA Aeroporto civile, Buka, Papua Nuova Guinea
- BUB Aeroporto civile, Burwell Municipal, Stati Uniti d'America
- BUC Aeroporto civile, Burketown (Queensland), Australia
- BUD Aeroporto di Budapest-Ferihegy, Budapest, Ungheria
- BUE Aeroporto Observatorio, Buenos Aires, Argentina
- BUF Aeroporto Internazionale di Buffalo-Niagara, Buffalo/Niagara Falls, Stati Uniti d'America
- BUG Aeroporto di Benguela-17 de Setembro, Benguela, Angola
- BUH Aeroporto civile, Bucarest, Romania
- BUI Aeroporto civile, Bokondini, Indonesia
- BUJ Aeroporto civile, Boussaada Eddis/Bou Saada, Algeria (sito informativo)
- BUK Aeroporto civile, Albuq, Yemen
- BUL Aeroporto civile, Bulolo, Papua Nuova Guinea
- BUM Aeroporto civile, Butler (Missouri), Stati Uniti d'America
- BUN Aeroporto civile, Buenaventura, Colombia
- BUO Aeroporto civile, Burao, Somalia
- BUP Aeroporto civile, Bhatinda, India
- BUQ Aeroporto civile, Bulawayo, Zimbabwe
- BUR Aeroporto Bob Hope/Burbank-Glendale-Pasadena, Burbank (California), Stati Uniti d'America
- BUS Aeroporto civile, Batumi, Georgia
- BUT Aeroporto civile, Burtonwood, Regno Unito
- BUV Aeroporto civile, Bella Unión, Uruguay
- BUW Aeroporto civile, Buton/babau, Indonesia
- BUX Aeroporto civile, Bunia, Repubblica Democratica del Congo
- BUY Aeroporto civile, Bunbury, Australia
- BUZ Aeroporto civile e militare, Bushehr, Iran
- BVA Aeroporto di Beauvais Tillé, Beauvais, Francia
- BVB Aeroporto civile, Boa Vista (RR), Brasile
- BVC Aeroporto civile, Boa Vista, Capo Verde
- BVD Aeroporto civile, Beaver Inlet Sea Port, Stati Uniti d'America
- BVE Aeroporto LAROCHE, Brive-la-Gaillarde, Francia
- BVF Aeroporto civile, Bua, Figi
- BVG Aeroporto civile, Berlevåg, Norvegia
- BVH Aeroporto civile, Vilhena (RO), Brasile
- BVI Aeroporto civile, Birdsville (Queensland), Australia
- BVK Aeroporto civile, Huacaraje, Bolivia
- BVL Aeroporto civile, Baures, Bolivia
- BVM Aeroporto civile, Belmonte, Brasile
- BVO Aeroporto Bartlesville Municipal, Bartlesville (Oklahoma), Stati Uniti d'America
- BVP Aeroporto civile, Bolovip, Papua Nuova Guinea
- BVR Aeroporto civile, Brava, Capo Verde
- BVS Aeroporto civile, Breves, Brasile
- BVU Aeroporto civile, Beluga, Alaska, Stati Uniti d'America
- BVW Aeroporto civile, Batavia Downs, Australia
- BVX Aeroporto Automatic Weather Observing/Reporting System, Batesville (Arkansas), Stati Uniti d'America
- BVY Aeroporto Beverly Municipal, Beverly (Massachusetts), Stati Uniti d'America
- BVZ Aeroporto civile, Beverley Springs, Australia
- BWA Aeroporto civile, Bhairawa, Nepal
- BWB Aeroporto civile, Barrow Island, Australia
- BWC Aeroporto civile, Brawley, Stati Uniti d'America
- BWD Aeroporto civile, Brownwood (Texas), Stati Uniti d'America
- BWE Aeroporto civile, Braunschweig, Germania
- BWF Aeroporto civile, Barrow-in-Furness - Walney Island, Regno Unito
- BWG Aeroporto Bowling Green-Warren County Regional, Bowling Green (Kentucky), Stati Uniti d'America
- BWH Aeroporto civile, Butterworth, Malaysia
- BWI Aeroporto Internazionale di Baltimora-Washington-Thurgood Marshall, Baltimora, Maryland, Stati Uniti d'America
- BWJ Aeroporto civile, Bawan, Papua Nuova Guinea
- BWK Aeroporto civile, Bol, Croazia
- BWL Aeroporto civile, Blackwell (Oklahoma), Stati Uniti d'America
- BWM Aeroporto civile, Bowman, Stati Uniti d'America
- BWN Aeroporto BRUNEI international, Bandar Seri Begawan, Brunei
- BWO Aeroporto civile, Balakovo, Russia
- BWP Aeroporto civile, Bewani, Papua Nuova Guinea
- BWQ Aeroporto civile, Brewarrina (Nuova Galles del Sud), Australia
- BWS Aeroporto civile, Blaine (Washington), Stati Uniti d'America
- BWT Aeroporto civile, Burnie (Tasmania), Australia
- BWU Aeroporto civile, Sydney-Bankstown (AWS), Australia
- BWY Aeroporto Royal Air Force Base, Bentwaters, Regno Unito
- BXA Aeroporto civile, Bogalusa Carr, Stati Uniti d'America
- BXB Aeroporto civile, Babo, Indonesia
- BXC Aeroporto civile, Boxborough Shrtn Hlpt, Stati Uniti d'America
- BXD Aeroporto civile, Bade, Indonesia
- BXE Aeroporto civile, Bakel, Senegal
- BXH Aeroporto civile, Balqaš, Kazakistan
- BXI Aeroporto civile, Boundiali, Costa d'Avorio
- BXK Aeroporto civile, Buckeye (Arizona), Stati Uniti d'America
- BXL Aeroporto civile, Blue Lagoon, Figi
- BXM Aeroporto civile, Batom, Indonesia
- BXN Aeroporto Imsik, Bodrum, Turchia
- BXO Aeroporto civile, Bissau, Guinea-Bissau
- BXS Aeroporto civile, Borrego Springs, Stati Uniti d'America
- BXT Aeroporto civile, Bontang, Indonesia
- BXU Aeroporto Agusan, Butuan, Filippine
- BXV Aeroporto civile, Breiddalsvik, Islanda
- BXX Aeroporto civile, Borama, Somalia
- BYA Aeroporto civile, Boundary (Alaska), Stati Uniti d'America
- BYB Aeroporto civile, Dibaa, Oman
- BYC Aeroporto civile, Yacuíba, Bolivia
- BYD Aeroporto civile, Beidah, Yemen
- BYG Aeroporto Johnson County, Buffalo (Wyoming), Stati Uniti d'America
- BYI Aeroporto Burley Municipal, Burley (Idaho), Stati Uniti d'America
- BYK Aeroporto civile, Bouake, Costa d'Avorio
- BYL Aeroporto civile, Belle Yella, Liberia
- BYM Aeroporto civile, Bayamo, Cuba
- BYN Aeroporto civile, Bayankhongor, Mongolia
- BYQ Aeroporto civile, Bunyu, Indonesia
- BYR Aeroporto civile, Laeso Island, Danimarca
- BYT Aeroporto civile, Bantry, Irlanda
- BYU Aeroporto BINDLACHER BERG, Bayreuth, Germania
- BYW Aeroporto civile, Blakely Island (Washington), Stati Uniti d'America
- BYX Aeroporto civile, Baniyala, Australia
- BZA Aeroporto civile, Bonanza, Nicaragua
- BZC Aeroporto civile, Armação dos Búzios, Brasile
- BZD Aeroporto civile, Balranald, Australia
- BZE Aeroporto Internazionale Philip S. W. Goldson, Ladyville/Belize, Belize
- BZG Aeroporto civile, Bydgoszcz, Polonia
- BZI Aeroporto Balikesir Air Base, Balıkesir, Turchia
- BZK Aeroporto civile internazionale, Brjansk, Russia
- BZL Aeroporto civile, Barisal, Bangladesh
- BZM Aeroporto civile, Bergen Op Zoom Wonsdrecht, Paesi Bassi
- BZN Aeroporto GALLATIN FIELD, Bozeman (Montana), Stati Uniti d'America
- BZO Aeroporto Francesco BARACCA, Bolzano-San Giacomo di Laives (BZ), Italia
- BZP Aeroporto civile, Bizant, Australia
- BZR Aeroporto Vias, Béziers, Francia
- BZS Aeroporto civile, Washington Buzzards Pt S, Stati Uniti d'America
- BZT Aeroporto civile, Brazoria H Ferry, Stati Uniti d'America
- BZU Aeroporto civile, Buta Zega, Repubblica Democratica del Congo
- BZV Aeroporto di Brazzaville - Maya-Maya, Brazzaville, Congo
- BZY Aeroporto Internazionale di Bălți-Leadoveni, Bălți, Moldavia
- BZZ Aeroporto Brize Norton, Brize Norton, Regno Unito